# پورتگین
پورتگین (به انگلیسی: Porthgain) یک روستا در بریتانیا است که در پمبروکشر واقع شده‌است. پورتگین ۸۹۷ نفر جمعیت دارد.